# مايكل بيتش
مايكل بيتش (بالإنجليزية: Michael Beach)‏ مواليد 30 أكتوبر 1963 في ماساتشوستس، الولايات المتحدة، هو ممثل أمريكي بدأ مسيرته الفنية سنة 1987.

## الأعمال
- إي آر
- القانون والنظام: الوحدة الخاصة للضحايا
- عقول إجرامية
- المدانون
- ستارغيت أتلانتس
- ستارغيت: ذي آرك أوف تروث
- اكذب علي
- غريز أناتومي
- ريد دان
- أبناء الفوضى
- الرجل المائي
- الإرث

## روابط خارجية
- مايكل بيتش على موقع IMDb (الإنجليزية)
- مايكل بيتش على موقع روتن توميتوز (الإنجليزية)
- مايكل بيتش على موقع ألو سيني (الفرنسية)
- مايكل بيتش على موقع تيرنر كلاسيك موفيز (الإنجليزية)
- مايكل بيتش على موقع أول موفي (الإنجليزية)
- مايكل بيتش على موقع قاعدة بيانات الأفلام السويدية (السويدية)
- مايكل بيتش على موقع إن إن دي بي (الإنجليزية)
- مايكل بيتش على موقع قاعدة بيانات الفيلم (الإنجليزية)
- مايكل بيتش على موقع كينوبويسك (الروسية)